# Momotombo
Momotombo je stratovulkan v Nikaragvi, ki je v bližini mesta León. Stoji na obali Managovskega jezera. Izbruh vulkana leta 1610 je prisilil prebivalce takratnega španskega mesta León, da so se preselili približno 48 kilometrov zahodneje. Ruševine tega mesta so ohranjene v León Viejo. Izbruhnil je tudi leta 1886, 1905 in nazadnje 30. novembra 2015 in 28. februarja 2016.
Gora je zelo simetrična in njena oblika je simbol Nikaragve, pojavlja se na lokacijah od škatlic za vžigalice do revolucionarnih fresk. Ta vulkan je bil zelo priljubljen tudi pred začetkom prve svetovne vojne. Obiskalo ga je veliko turistov, zlasti leta 1904, eno leto pred izbruhom. Nikaragovski pesnik Rubén Darío je njemu v čast napisal pesem Momotombo.
Veliko geotermalno polje je na južnem boku vulkana. Če se želite povzpeti na goro, z dovoljenjem prečkajte geotermalno elektrarno in sledite lahko označeni poti skozi gozdno mejo. Zaradi aktivne narave vulkana in nevarnosti zemeljskih plazov se pot od drevesne meje do vrha nenehno spreminja. Najhitrejša pot je naravnost navzgor, po majhnih lavinskih poteh.
Ima mlajši stožec: Momotombito, ki je znotraj jezera Managua.

## Zgodovina izbruhov
- Leta 1522 so zabeležili izbruh.
- Leta 1609 je prišlo do izbruha in zaradi številnih potresov so leta 1610 León Viejo preselili na mesto današnjega Leona, v Cabildo de indio Sutiaba.
- Leta 1764 je bil močan izbruh.
- Leta 1870 je še naprej silovito ropotalo.
- Oktobra 1885 se je dvignila velika količina dima in vsakih 15 minut je ropotalo.
- Ponoči februarja 1886 so v kraterju opazili požar.
- 20. maja 1886 je prišlo do silovitega izbruha velikih količin dima, pepela in lave, od katerih je nekaj padlo na zahod v Managuo.
- 23. maja 1886 je mesta León, Chinandega in Corinto popolnoma prekril gost oblak pepela.
- Leta 1905 je prišlo do izbruha s tokom lave.
- Aprila 1918 se je dvignila velika količina dima.
- Leta 2005 je bila potresna aktivnost 3. stopnje po Richterjevi lestvici.
- 1. decembra 2015 - po 110 letih - je prišlo do novega izbruha. Vulkan je najprej izpustil pepel in plin – dvigali so se dolgi stebri dima – nato pa lavo, ki se je zlila na nenaseljena območja.[6] Za božič 2015 je bilo 20 manjših potresov, 2. januarja 2016 pa je v zgodnjih jutranjih urah (po lokalnem času) prišlo do še enega kratkotrajnega izbruha lave, v katerem ni bil nihče poškodovan.[7]
- Drugi izbruh se je zgodil 27. februarja 2016.